# Airapus interstitialis
Airapus interstitialis är en skalbaggsart som beskrevs av Leon Fairmaire 1883. Airapus interstitialis ingår i släktet Airapus och familjen Aphodiidae. Inga underarter finns listade i Catalogue of Life.